# D. J. Kennington
Douglas James Kennington, plus couramment appelé D.J., est un pilote automobile de stock-car né à St. Thomas, Ontario (Canada) le 15 juillet 1977.

## Carrière
Principalement actif dans la série NASCAR Canadian Tire, il en a été le champion 2010 et 2012. Il inscrit un record de sept victoires en douze départs en 2012, dont cinq consécutives, aussi un record de la série. Il est l’une des grandes vedettes du stock car en Ontario. Il est un des trois seuls pilotes à avoir pris le départ des 100 premières courses de la série avec Jason Hathaway et Scott Steckly.
Trois fois vainqueur de la course St-Eustache 300 à l'Autodrome St-Eustache en 1998, 2000 et 2004. Aussi vainqueur du St-Eustache 500 au même endroit en 2004.
Il est le seul pilote à avoir remporté une course de l'ACT Tour à son seul départ dans la série, le 26 septembre 2004 à Lee USA Speedway.

### CASCARSuper Series

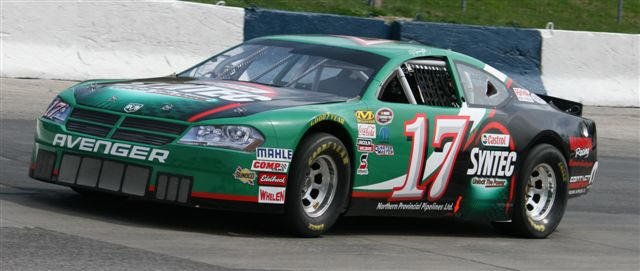
D.J. Kennington en 2009

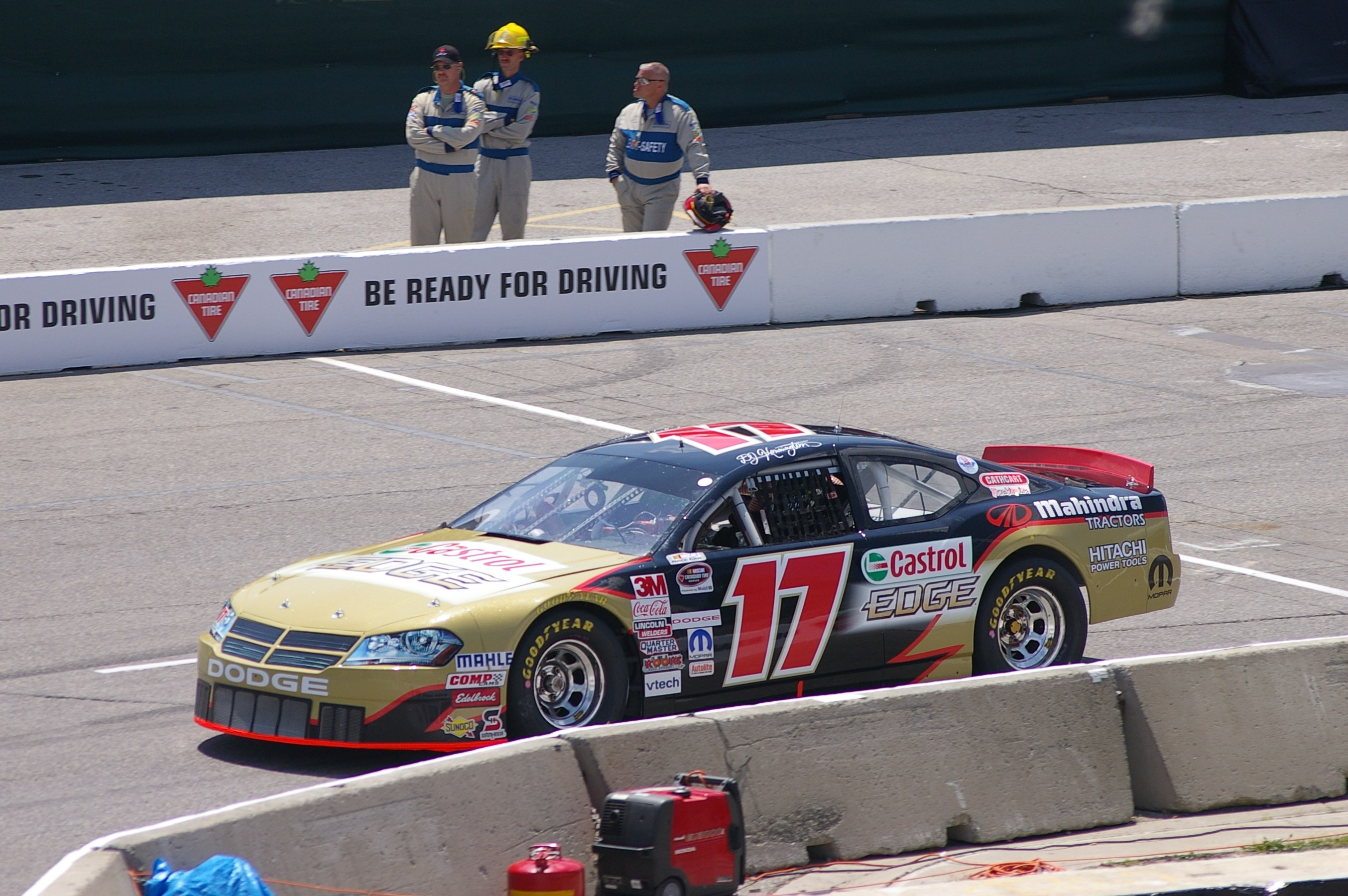
D.J. Kennington à Toronto en 2010

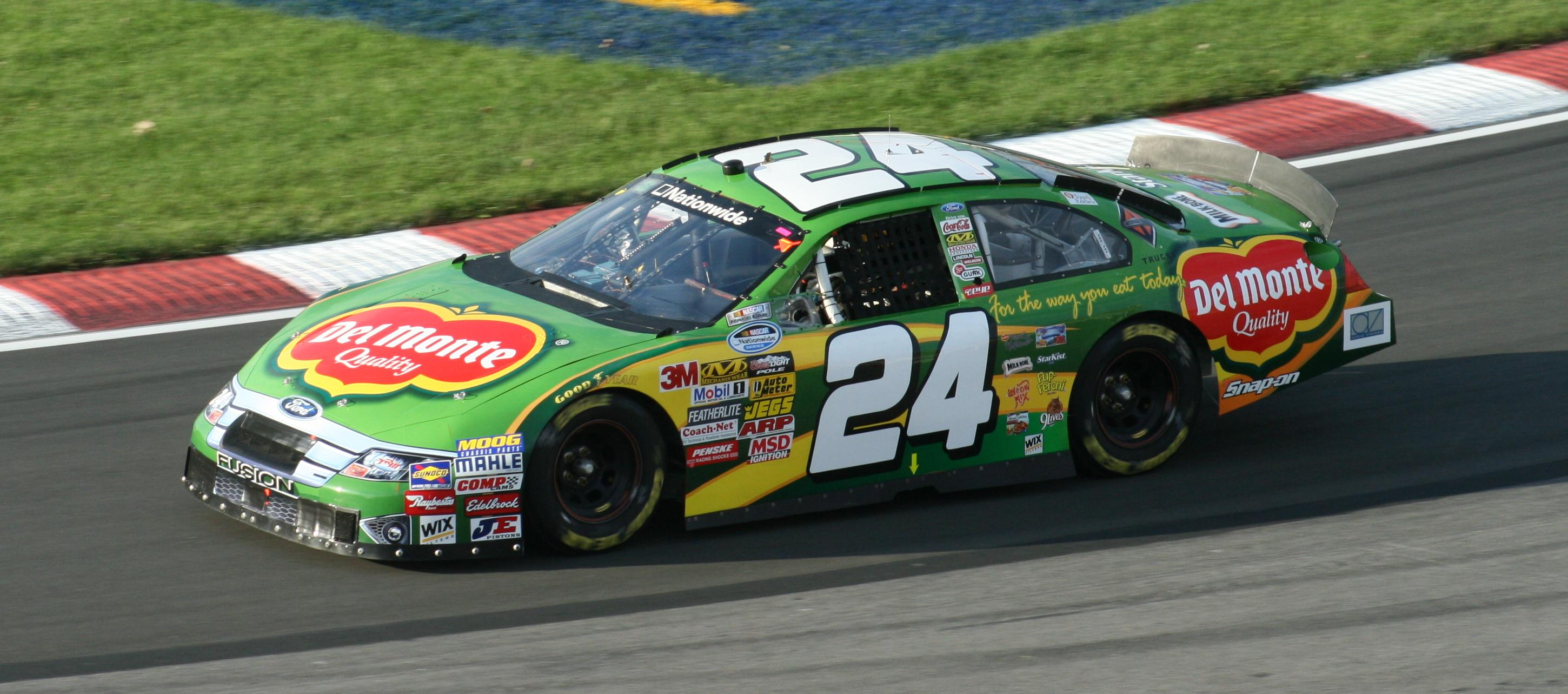
D.J. Kennington au NAPA 200 2010 - Circuit Gilles-Villeneuve

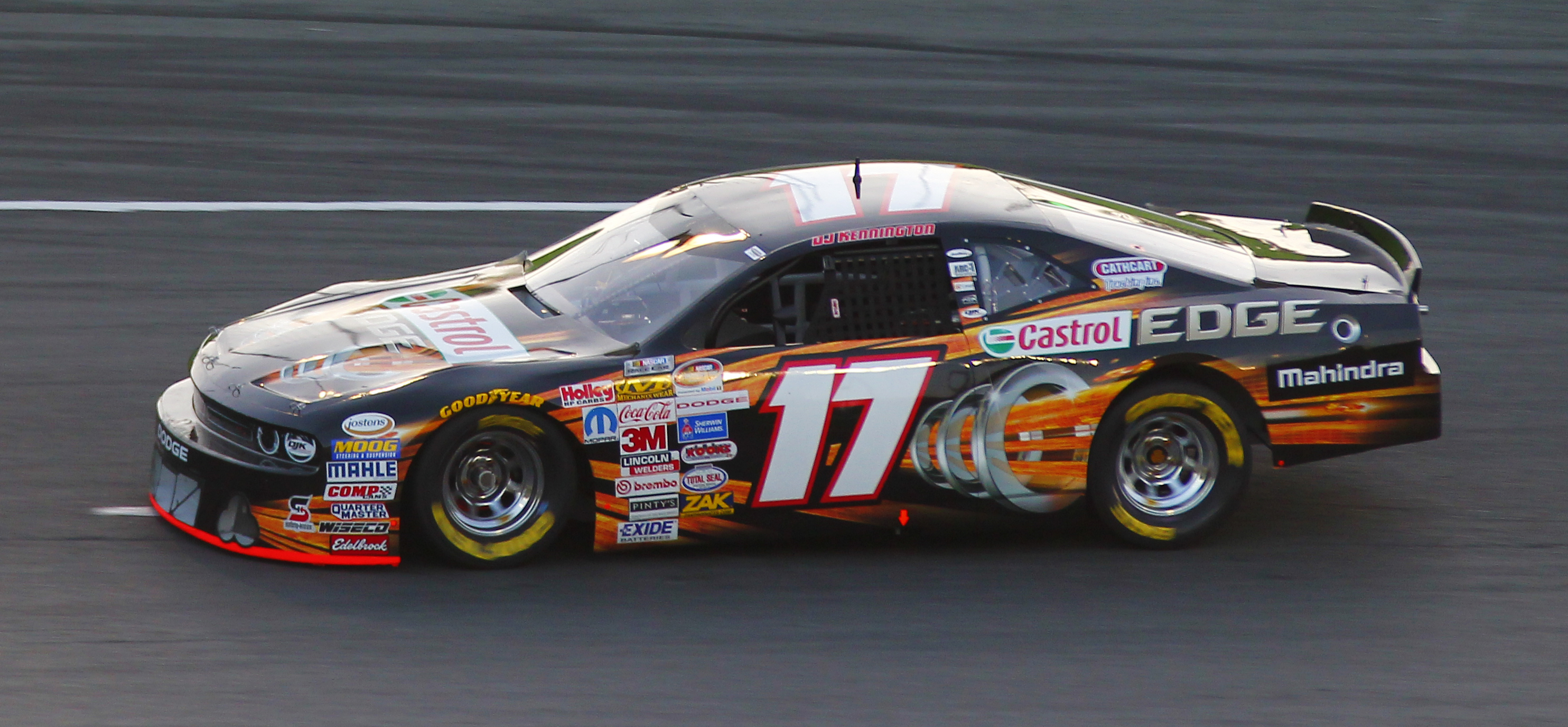
D.J. Kennington - Autodrome Chaudière - Nascar Canadian Tire Series - 13 juin 2015 (Photo Paul-Émile Poulin-Jacques)

| Année | Départs | Poles | Victoires | Top 5 | Top 10 |
| ----- | ------- | ----- | --------- | ----- | ------ |
| 2001  | 12      | 1     | 1         | 7     | 11     |
| 2002  | 12      | 1     | 1         | 5     | 10     |
| 2003  | 12      | 0     | 1         | 6     | 10     |
| 2004  | 12      | 0     | 0         | 4     | 7      |
| 2005  | 12      | 3     | 4         | 7     | 8      |
| 2006  | 11      | 1     | 0         | 5     | 6      |
| TOTAL | 71      | 6     | 7         | 34    | 52     |

### NASCAR Canadian Tire
| Année | Départs | Poles | Victoires | Top 5 | Top 10 |
| ----- | ------- | ----- | --------- | ----- | ------ |
| 2007  | 12      | 1     | 2         | 8     | 9      |
| 2008  | 13      | 0     | 0         | 9     | 11     |
| 2009  | 13      | 2     | 2         | 9     | 10     |
| 2010  | 13      | 5     | 5         | 9     | 11     |
| 2011  | 12      | 1     | 2         | 8     | 10     |
| 2012  | 12      | 1     | 7         | 11    | 11     |
| 2013  | 12      | 0     | 1         | 8     | 11     |
| 2014  | 11      | 0     | 0         | 5     | 9      |
| 2015  | 11      | 1     | 0         | 6     | 8      |
| TOTAL | 109     | 11    | 19        | 73    | 90     |

### NASCARXfinity Series
| Année | Départs | Poles | Victoires | Top 5 | Top 10 |
| ----- | ------- | ----- | --------- | ----- | ------ |
| 2006  | 1       | 0     | 0         | 0     | 0      |
| 2007  | 11      | 0     | 0         | 0     | 0      |
| 2008  | 26      | 0     | 0         | 0     | 0      |
| 2009  | 7       | 0     | 0         | 0     | 0      |
| 2010  | 1       | 0     | 0         | 0     | 0      |
| 2011  | 2       | 0     | 0         | 0     | 0      |
| TOTAL | 48      | 0     | 0         | 0     | 0      |